# Ranikot
Koordinaten: 25° 52′ 59″ N, 67° 55′ 56″ O

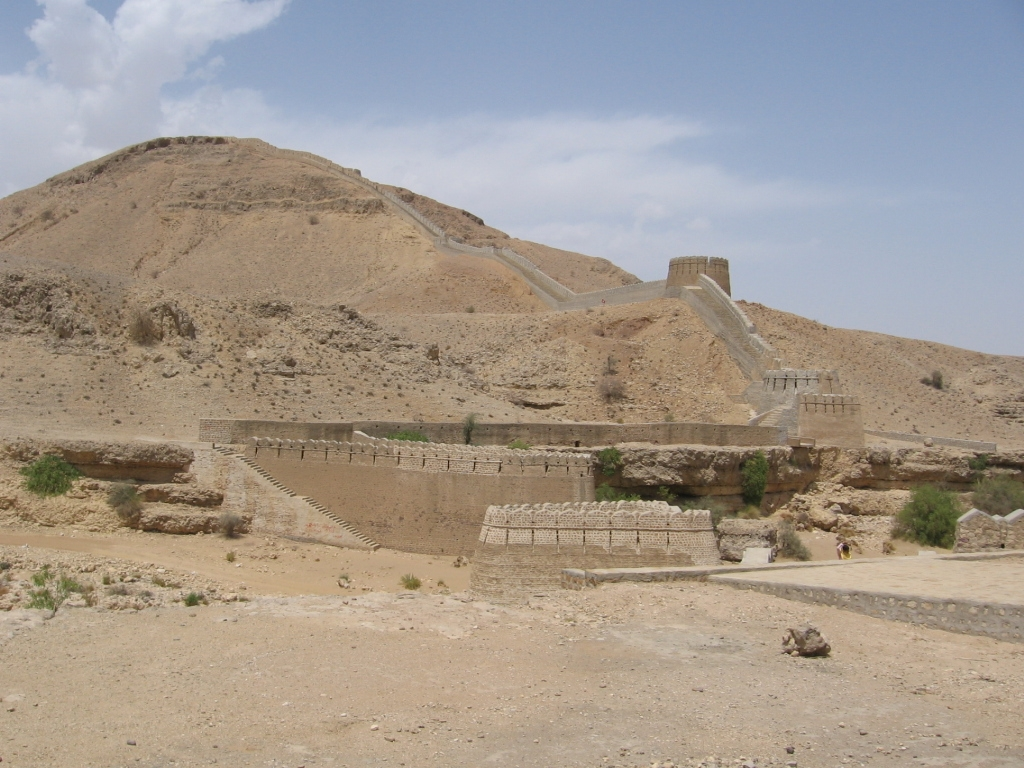
Teilansicht der Festung

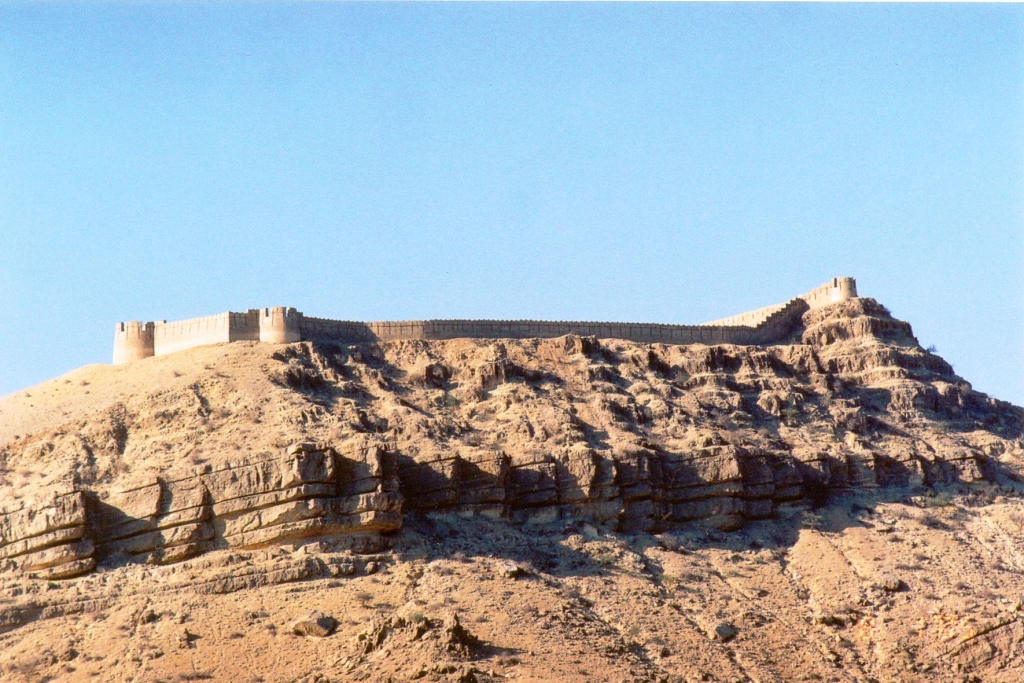
Blick zur inneren Bergfestung Shergarh

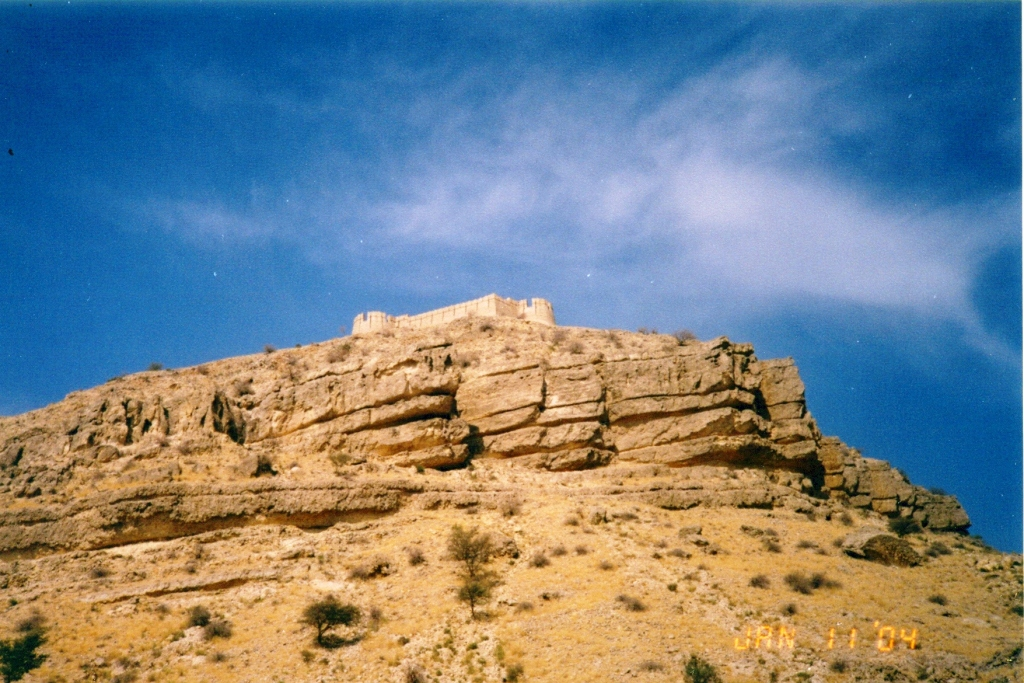
Blick zur inneren Bergfestung Meeri

Die Festung von Ranikot (auch Rannikot) ist ein gewaltiges Verteidigungsbauwerk im
Süden des heutigen Pakistans, in der Provinz Sindh. Sie befindet sich etwa 75 Kilometer nordnordwestlich von Hyderabad.
Die in ihrer Geschichte noch weitgehend unerforschte Anlage gilt nach Meinung pakistanischer Wissenschaftler als größte existierende Festungsanlage der Welt. Die pakistanische Regierung hat im Dezember 1993 die Festungsanlage in die Tentativliste  der Stätten eintragen lassen, die potentiell für die Auszeichnung als UNESCO-Welterbe geeignet sind.

## Lage
Die Festung Ranikot befindet sich im Kirthar-Gebirge, etwa 35 Kilometer westlich des Indus.
Am Nordostrand der Festung liegen die bereits erforschten Ruinen der frühgeschichtlichen Stadt Amri – namengebender Ort einer bereits 3000 v. Chr. blühenden Hochkultur am Indus.
Die Erbauer der Festung nutzten geschickt die natürlichen Gegebenheiten des canyonartigen Flusstales für die Konzeption der Gesamtanlage. Die westliche Flanke der Festung bildet die von steilen Felsen gesäumte Bergkette Karo Takkar (Schwarzer Berg). In etwa sechs Kilometer Entfernung verlaufen östlich des Flusses die Lundi Hills und bilden die östliche Begrenzung der Festung. Die bis zu 100 Meter hohen Felswände wurden als unüberwindlich betrachtet. Die wüstenhafte Umgebung der Festung erleichterte die Kontrolle der gewaltigen Anlage, umso bedeutsamer war für die Bewohner und Verteidiger die eigene Wasserversorgung. Neben einigen natürlichen Quellen führten der Sindhu River und einige kleinere Zuflüsse Trinkwasser in das Innere der Festung, es konnten auch Zisternen und Teiche festgestellt werden.
Innerhalb der Festung ragen mehrere steile Berge auf, sie tragen die beiden inneren Befestigungsanlagen – die Bergfestung Meeri (Lage) und die Bergfestung Shergarh (Lage).

## Baudetails
Die rekonstruierte Gesamtanlage der Festung beeindruckt durch ihre Zahlen:
Der umschlossene Talkessel wird durch Mauerabschnitte gesichert, die über eine Gesamtlänge von acht Kilometern und eine durchschnittliche Höhe von sechs Metern verfügen. Die gesamte Verteidigungsanlage hatte einen Umfang von 29 Kilometer. Der Aufbau der Mauer erinnert an die Große Chinesische Mauer. Auf der Innenseite der bis zu fünf Meter starken Mauer verläuft ein Wehrgang mit Treppen an den Steilhängen, insgesamt konnten bisher 85 Rundtürme und Bastionen erfasst werden.
Lediglich zwei Tore ermöglichten den Zugang in die Festung, diese wurden durch Torburgen gesichert.
Das östliche Tor wird als Sanngate bezeichnet, das nordöstliche Tor wird Amrigate genannt, vor seinen Toren liegen die Ruinen der gleichnamigen Stadt. Auch die beiden Flüsse wurden durch Sperranlagen gesichert. Zwei weitere Tore oder Mauerbreschen, die nur von Innen kenntlich waren, könnten vorsorglich für einen Entlastungsangriff vorbereitet worden sein. Das eine Tor wurde als Mirigate und das zweite Sher Gash Fort benannt.
Innerhalb der Gesamtanlage befanden sich auch die beiden Bergfestungen, die als letzte Rückzugsorte für die Verteidiger dienen konnten und in Friedenszeiten sowohl als Wohn- und Palastanlagen der Herrscherdynastie sowie als Gefängnis gedeutet wurden.
Bisher konnten nur wenige Reste von Mannschaftsunterkünften, Vorratslagern und Werkstätten innerhalb der Festung freigelegt werden.
Von der einheimischen Bevölkerung wird ein als Begräbnisstätte genutzter Platz innerhalb der Festung als Römischer Friedhof bezeichnet. Sagen und Legenden berichten auch von Feenwesen, die sich an bestimmten Quellen innerhalb der Festung zu kultischen Handlungen versammelten – möglicherweise Hinweise auf alte Kultstätten.

## Jüngere Geschichte
Als Herrschaftssitz der einheimischen Talpur-Dynastie diente die Festung bis in die Mitte des 19. Jahrhunderts. Angesichts der ständigen Bedrohung ihres Landes durch konkurrierende Fürsten und die Briten investierten die Talpurs Mitte des 19. Jahrhunderts noch 1,2 Millionen Rupien zur Verstärkung und Reparatur der Festung. Die britischen Gesandten am Hofe des Talpur-Fürsten waren geschickt genug, der Fürstenfamilie ihre hoffnungslose Situation zu verdeutlichen, als Schutz vor der modernen Artillerie der Briten waren diese Befestigungen wirkungslos, die Festung wurde deshalb kampflos übergeben und geriet später in Vergessenheit. In das Tal drangen nun auch Bauern vor, die zu Füßen der Bergfestungen Siedlungen und Felder anlegen durften.
Erst in den 1950er Jahren begann eine wissenschaftliche Untersuchung, die sich zunächst aber auf die archäologischen Zeugnisse der Amri-Kultur konzentrierte. Nach der Unabhängigkeit Pakistans blieb diese im Kern vorislamische Festung auch unbeachtet.

## Impressionen

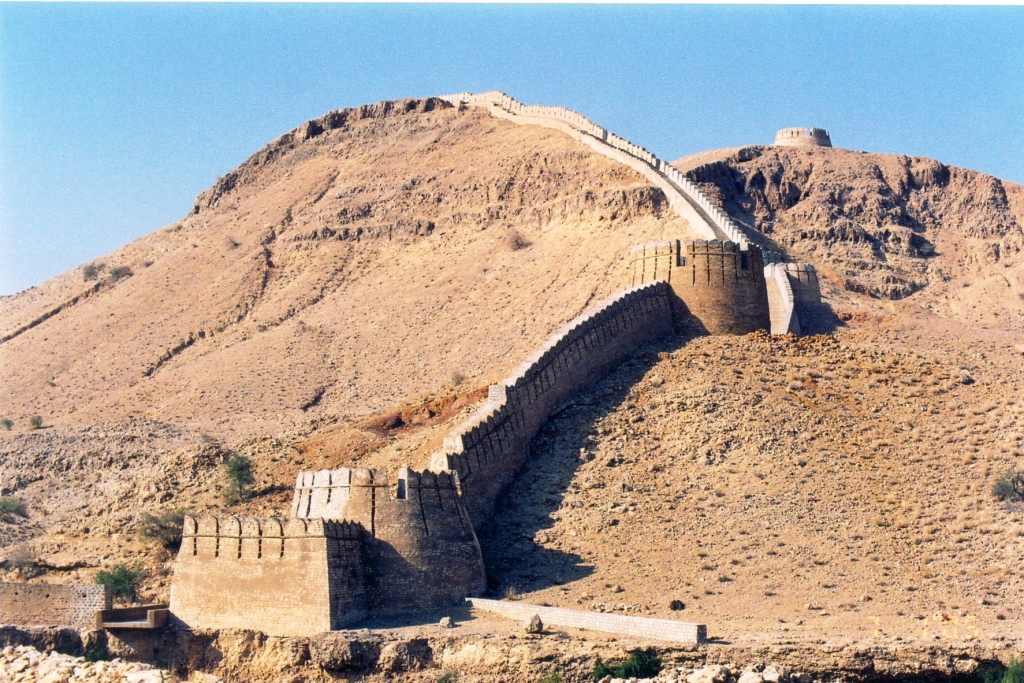
Teilansicht der restaurierten Mauer
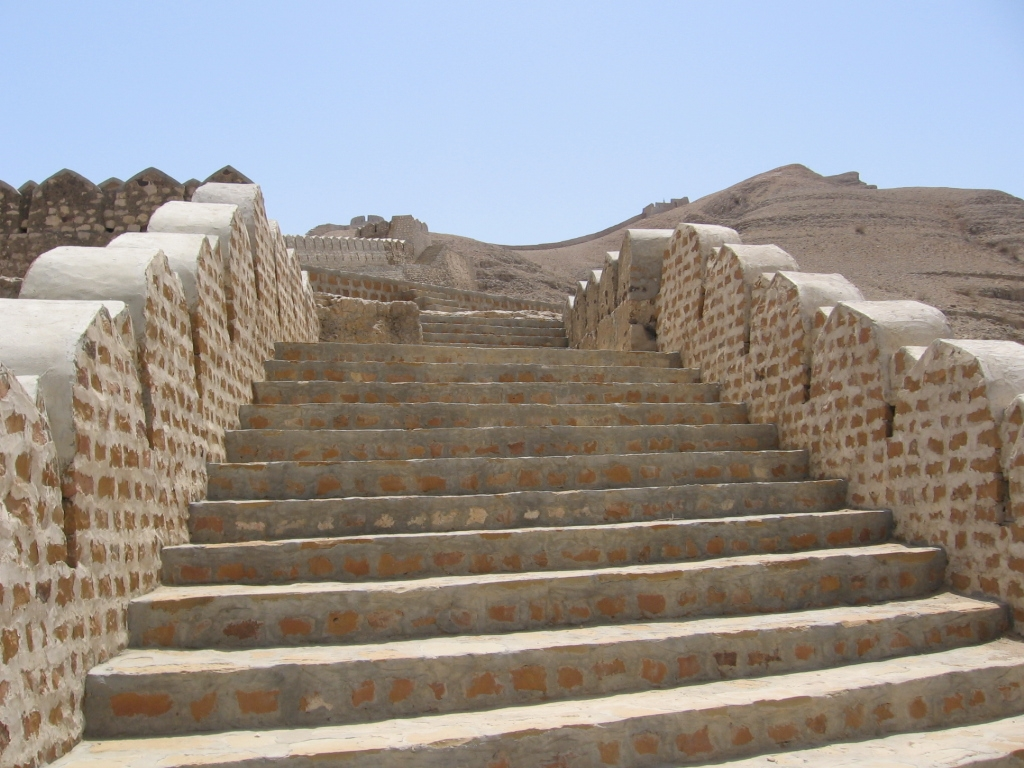
Treppenanlage im restaurierten Bereich
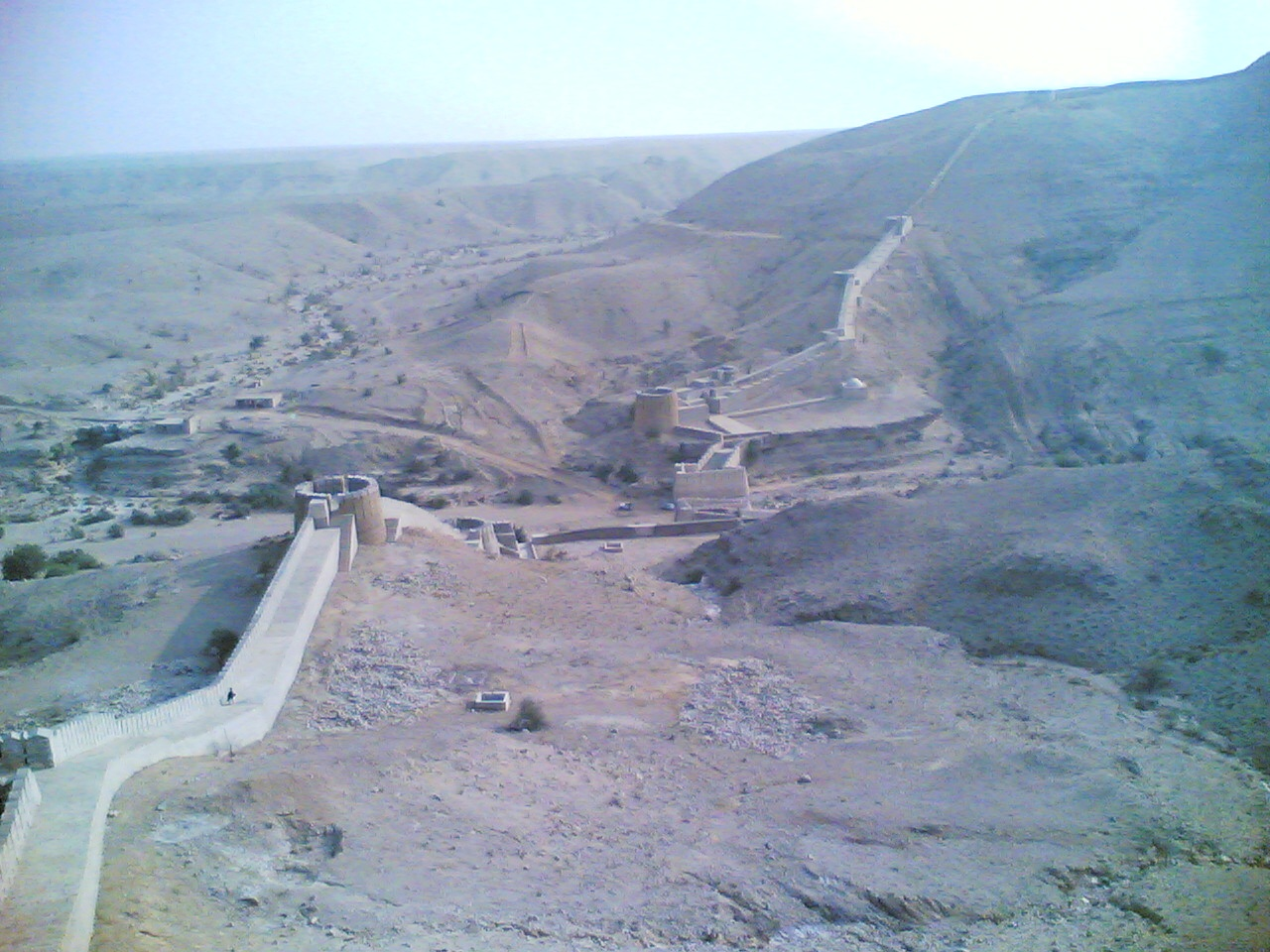
Abschnittsbefestigung am Fluss
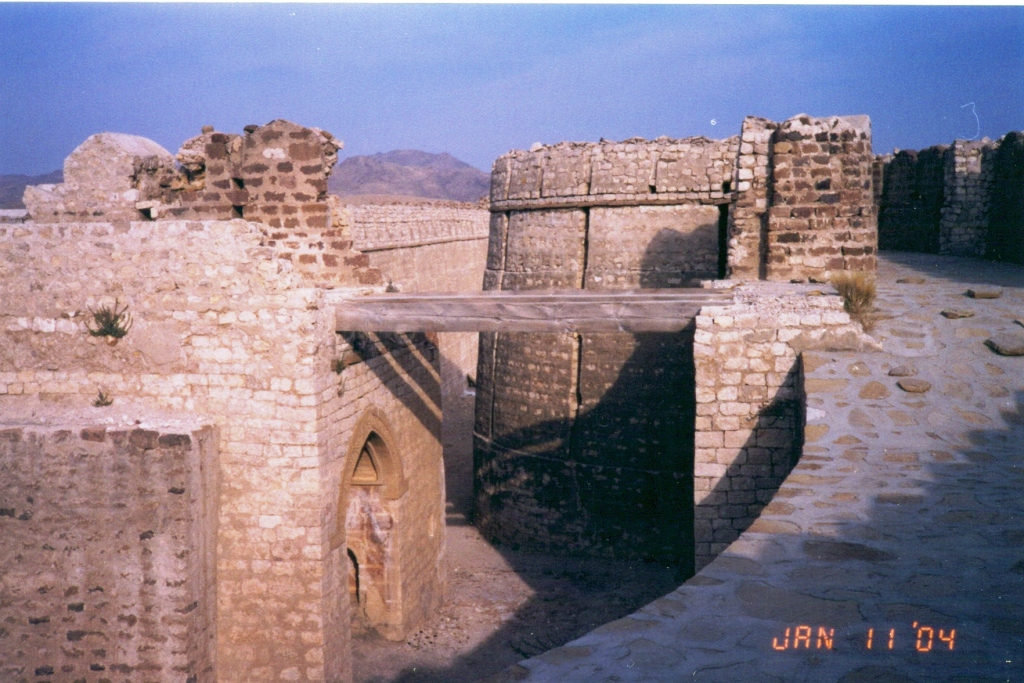
Meeri Fort, Details der Tor-Bastion

## Denkmalschutz
Für touristische Besucher wurden Teile der Festungsmauern und die beiden Bergfestungen restauriert.
Die Anlage wird systematisch erforscht und es werden abschnittsweise Sanierungsprojekte umgesetzt.
Die pakistanische Regierung erhofft sich mit der Ausweisung als Weltkulturerbe weitere touristische Beachtung, auch grenzt südlich der Kirthar-Nationalpark an die Festung.

## Trivia
- Geologie: Das Gebiet der Festung ist fossilreich und geologisch bedeutsam, es gab der Ranikot-Formation ihren Namen.
- Briefmarke: Die pakistanische Postverwaltung gab 1986 eine 90-Paise Marke mit einer Ansicht der Festung als Motiv in Umlauf.